# Boisredon
Pour les articles homonymes, voir Boisredon (homonymie).
Boisredon est une commune du Sud-Ouest de la France, située dans le département de la Charente-Maritime (région Nouvelle-Aquitaine).
Ses habitants sont appelés les Boisredonnais et les Boisredonnaises.

## Géographie

### Localisation et accès
Boisredon est une commune du sud de la Charente-Maritime limitrophe du département de la Gironde. Elle est située à 4 km au sud de Mirambeau.

### Communes limitrophes
Les communes limitrophes sont  Courpignac, Mirambeau, Pleine-Selve, Saint-Palais, Soubran et Val-de-Livenne.
| Pleine-Selve (Gironde) | Mirambeau                | Soubran    |
| Saint-Palais (Gironde) | Boisredon                | Courpignac |
|                        | Val-de-Livenne (Gironde) |            |

### Hydrographie
La commune de Boisredon est traversée par quatre cours d'eau : la Marguerite, la Guirande, le Taillé et le Bondou.

## Urbanisme

### Typologie
Au 1er janvier 2024, Boisredon est catégorisée commune rurale à habitat très dispersé, selon la nouvelle grille communale de densité à 7 niveaux définie par l'Insee en 2022.
Elle est située hors unité urbaine et hors attraction des villes,.

### Occupation des sols

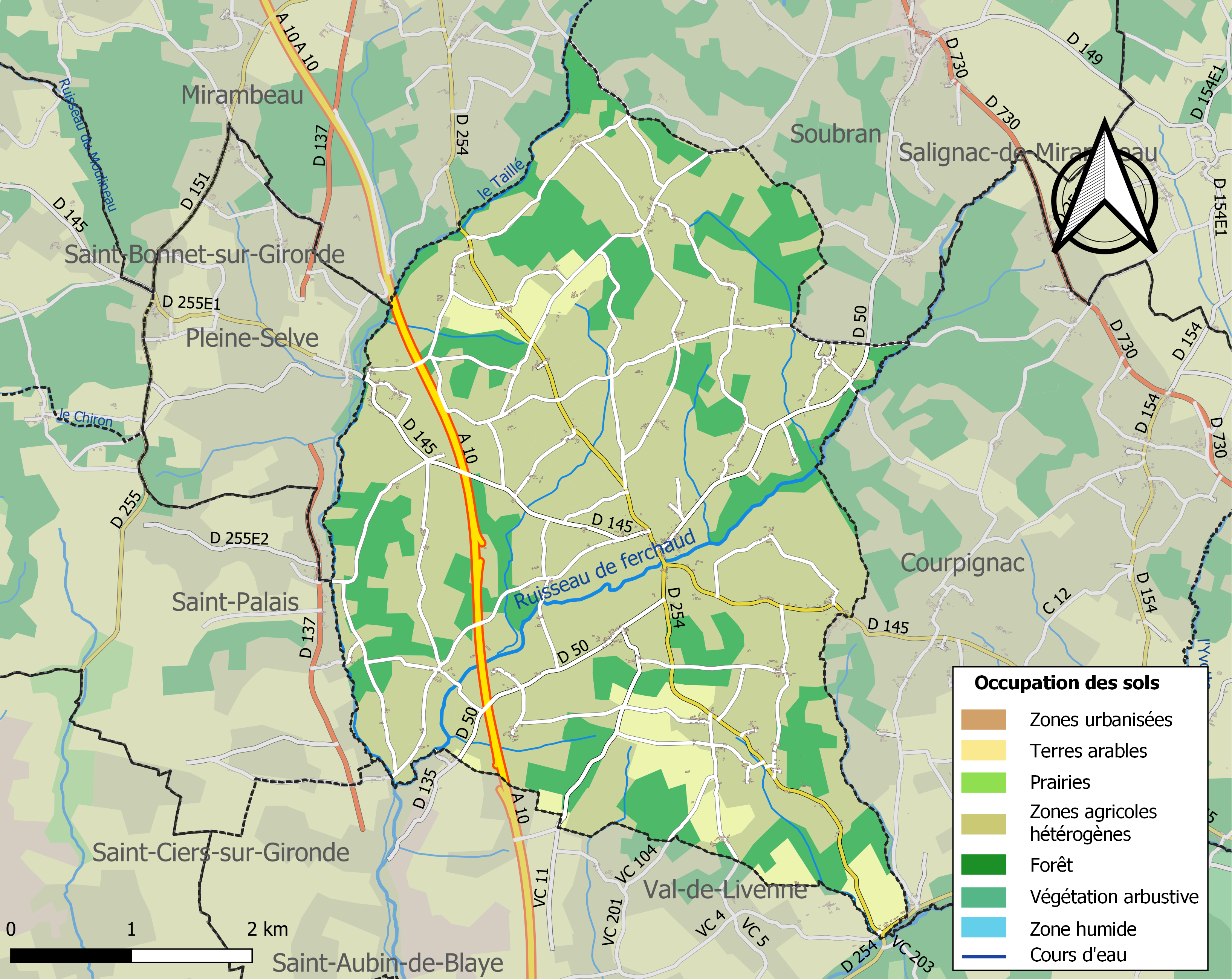
Carte des infrastructures et de l'occupation des sols de la commune en 2018 (CLC).

L'occupation des sols de la commune, telle qu'elle ressort de la base de données européenne d’occupation biophysique des sols Corine Land Cover (CLC), est marquée par l'importance des territoires agricoles (76,5 % en 2018), une proportion sensiblement équivalente à celle de 1990 (76,1 %). La répartition détaillée en 2018 est la suivante : 
zones agricoles hétérogènes (69,8 %), forêts (23,5 %), cultures permanentes (5,7 %), terres arables (1,1 %). L'évolution de l’occupation des sols de la commune et de ses infrastructures peut être observée sur les différentes représentations cartographiques du territoire : la carte de Cassini (XVIIIe siècle), la carte d'état-major (1820-1866) et les cartes ou photos aériennes de l'IGN pour la période actuelle (1950 à aujourd'hui).

### Risques majeurs
Le territoire de la commune de Boisredon est vulnérable à différents aléas naturels : météorologiques (tempête, orage, neige, grand froid, canicule ou sécheresse), inondations, feux de forêts, mouvements de terrains et séisme (sismicité faible). Il est également exposé à deux risques technologiques, le transport de matières dangereuses et le risque nucléaire. Un site publié par le BRGM permet d'évaluer simplement et rapidement les risques d'un bien localisé soit par son adresse soit par le numéro de sa parcelle.

#### Risques naturels
Certaines parties du territoire communal sont susceptibles d’être affectées par le risque d’inondation par débordement de cours d'eau, notamment le ruisseau de Ferchaud. La commune a été reconnue en état de catastrophe naturelle au titre des dommages causés par les inondations et coulées de boue survenues en 1982, 1993, 1999, 2003, 2010 et 2018,.
Boisredon est exposée au risque de feu de forêt du fait de la présence sur son territoire du massif de la Double saintongeaise, un massif classé à risque dans le plan départemental de protection des forêts contre les incendies (PDPFCI), élaboré pour la période 2017-2026 et qui fait suite à un plan 2007-2016. Les mesures individuelles de prévention contre les incendies sont précisées par divers arrêtés préfectoraux et s’appliquent dans les zones exposées aux incendies de forêt et à moins de 200 mètres de celles-ci. L’article L.131-1 du code forestier et l’arrêté du 2 décembre 2020 règlementent l'emploi du feu en interdisant notamment d’apporter du feu, de fumer et de jeter des mégots de cigarette dans les espaces sensibles et sur les voies qui les traversent sous peine de sanctions. Un autre arrêté du 2 décembre 2020 rend le débroussaillement obligatoire, incombant au propriétaire ou ayant droit,,,.

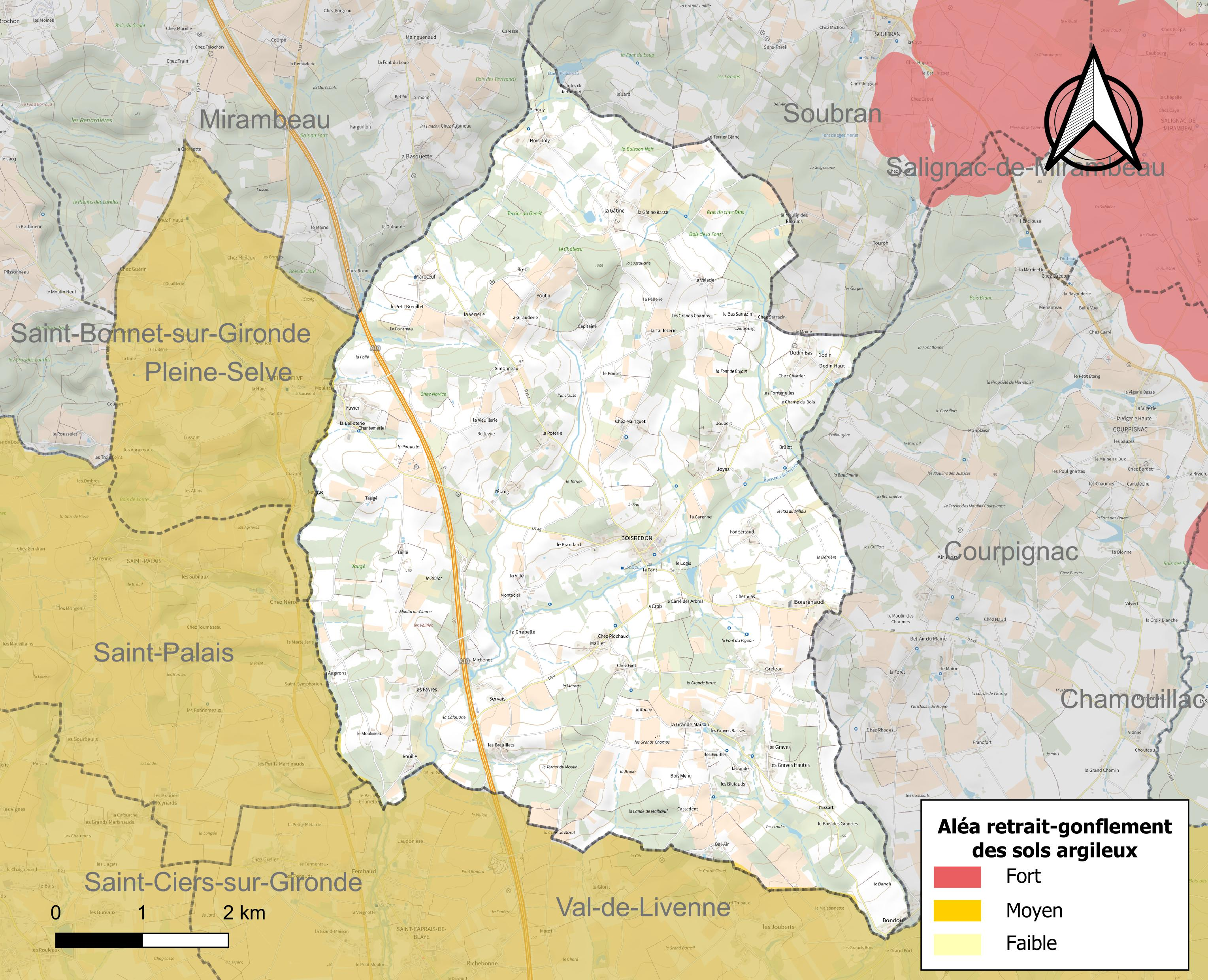
Carte des zones d'aléa retrait-gonflement des sols argileux de Boisredon.

Les mouvements de terrains susceptibles de se produire sur la commune sont des tassements différentiels.
Le retrait-gonflement des sols argileux est susceptible d'engendrer des dommages importants aux bâtiments en cas d’alternance de périodes de sécheresse et de pluie. 0,3 % de la superficie communale est en aléa moyen ou fort (54,2 % au niveau départemental et 48,5 % au niveau national). Sur les 420 bâtiments dénombrés sur la commune en 2019, 1 sont en aléa moyen ou fort, soit 0 %, à comparer aux 57 % au niveau départemental et 54 % au niveau national. Une cartographie de l'exposition du territoire national au retrait gonflement des sols argileux est disponible sur le site du BRGM,.
Par ailleurs, afin de mieux appréhender le risque d’affaissement de terrain, l'inventaire national des cavités souterraines permet de localiser celles situées sur la commune.
Concernant les mouvements de terrains, la commune a été reconnue en état de catastrophe naturelle au titre des dommages causés par la sécheresse en 1989, 2003, 2005, 2009 et 2011 et par des mouvements de terrain en 1999 et 2010.

#### Risques technologiques
Le risque de transport de matières dangereuses sur la commune est lié à sa traversée par une ou des infrastructures routières ou ferroviaires importantes ou la présence d'une canalisation de transport d'hydrocarbures. Un accident se produisant sur de telles infrastructures est susceptible d’avoir des effets graves sur les biens, les personnes ou l'environnement, selon la nature du matériau transporté. Des dispositions d’urbanisme peuvent être préconisées en conséquence.
La commune étant située totalement dans le périmètre du plan particulier d'intervention (PPI) de 20 km autour de la centrale nucléaire du Blayais, elle est exposée au risque nucléaire. En cas d'accident nucléaire, une alerte est donnée par différents médias (sirène, sms, radio, véhicules). Dès l'alerte, les personnes habitant dans le périmètre de 2 km se mettent à l'abri. Les personnes habitant dans le périmètre de 20 km peuvent être amenées, sur ordre du préfet, à évacuer et ingérer des comprimés d’iode stable,,.

## Toponymie
On retrouve deux graphies du nom : 1793 : Bois Redon et 1801 : Bois-Redon.
L'origine du nom vient de l'occitan redon, « rond », et du latin boscus, « bois ».

## Administration

### Liste des maires
| Période                                  | Période  | Identité                              | Étiquette | Qualité     |
| ---------------------------------------- | -------- | ------------------------------------- | --------- | ----------- |
| 1792                                     | 1798     | Jean Orvoire                          |           |             |
| 1798                                     | 1801     | Paul Alefsen                          |           |             |
| 1801                                     | 1816     | Jean Chainet                          |           |             |
| 1816                                     | 1823     | Alexandre Ducouraud                   |           |             |
| 1823                                     | 1830     | Baron Louis Elie Alefsen de Boisredon |           |             |
| 1830                                     | 1836     | Francois Fricaud                      |           |             |
| 1836                                     | 1871     | Jean Herriberry                       |           |             |
| 1871                                     | 1887     | Pierre Renou                          |           |             |
| 1887                                     | 1904     | Baptiste Chaintrier                   |           |             |
| 1904                                     | 1925     | Alcide Pillet                         |           |             |
| 1925                                     | 1929     | Adrien Peraud                         |           |             |
| 1929                                     | 1944     | Celestin Herribery                    |           |             |
| 1944                                     | 1945     | Raphael Robert                        |           |             |
| 1945                                     | 1971     | Maurice Chargedavoine                 |           |             |
| 1971                                     | 1989     | Michel Renou                          |           |             |
| 1989                                     | 1996     | Lucette Decay                         |           |             |
| 1996                                     | 2008     | Philippe Boule                        | SE        | Viticulteur |
| 2008                                     | 2020     | Henri Duret                           | DVD       | Agriculteur |
| 2020                                     | En cours | Michel Audebert                       |           |             |
| Les données manquantes sont à compléter. |          |                                       |           |             |

### Région
À la suite de la mise en application de la réforme administrative de 2014 ramenant le nombre de régions de France métropolitaine de 22 à 13, la commune appartient depuis le 1er janvier 2016 à la région Nouvelle-Aquitaine, dont la capitale est Bordeaux. De 1972 au 31 décembre 2015, elle a appartenu à la région Poitou-Charentes, dont le chef-lieu était Poitiers.

## Population et société

### Démographie

#### Évolution démographique
L'évolution du nombre d'habitants est connue à travers les recensements de la population effectués dans la commune depuis 1793. Pour les communes de moins de 10 000 habitants, une enquête de recensement portant sur toute la population est réalisée tous les cinq ans, les populations de référence des années intermédiaires étant quant à elles estimées par interpolation ou extrapolation. Pour la commune, le premier recensement exhaustif entrant dans le cadre du nouveau dispositif a été réalisé en 2006.

En 2022, la commune comptait 713 habitants, en évolution de +1,42 % par rapport à 2016 (Charente-Maritime : +4,04 %, France hors Mayotte : +2,11 %).
| 1793  | 1800  | 1806  | 1821  | 1831  | 1836  | 1841  | 1846  | 1851  |
| ----- | ----- | ----- | ----- | ----- | ----- | ----- | ----- | ----- |
| 1 079 | 1 167 | 1 066 | 1 269 | 1 411 | 1 339 | 1 434 | 1 536 | 1 460 |

| 1856  | 1861  | 1866  | 1872  | 1876  | 1881  | 1886  | 1891  | 1896  |
| ----- | ----- | ----- | ----- | ----- | ----- | ----- | ----- | ----- |
| 1 588 | 1 603 | 1 541 | 1 345 | 1 296 | 1 341 | 1 258 | 1 209 | 1 178 |

| 1901  | 1906  | 1911  | 1921  | 1926 | 1931 | 1936 | 1946 | 1954 |
| ----- | ----- | ----- | ----- | ---- | ---- | ---- | ---- | ---- |
| 1 174 | 1 128 | 1 119 | 1 001 | 986  | 992  | 981  | 840  | 830  |

| 1962 | 1968 | 1975 | 1982 | 1990 | 1999 | 2006 | 2011 | 2016 |
| ---- | ---- | ---- | ---- | ---- | ---- | ---- | ---- | ---- |
| 772  | 685  | 644  | 656  | 603  | 600  | 621  | 702  | 703  |

| 2021 | 2022 | - | - | - | - | - | - | - |
| ---- | ---- | - | - | - | - | - | - | - |
| 706  | 713  | - | - | - | - | - | - | - |

#### Pyramide des âges
La population de la commune est relativement âgée.
En 2018, le taux de personnes d'un âge inférieur à 30 ans s'élève à 27,1 %, soit en dessous de la moyenne départementale (29 %). À l'inverse, le taux de personnes d'âge supérieur à 60 ans est de 35,3 % la même année, alors qu'il est de 34,9 % au niveau départemental.
En 2018, la commune comptait 371 hommes pour 328 femmes, soit un taux de 53,08 % d'hommes, largement supérieur au taux départemental (47,85 %).
Les pyramides des âges de la commune et du département s'établissent comme suit.
| Hommes | Classe d’âge | Femmes |
| ------ | ------------ | ------ |
| 0,0    | 90 ou +      | 2,2    |
| 11,0   | 75-89 ans    | 13,1   |
| 22,5   | 60-74 ans    | 22,0   |
| 22,2   | 45-59 ans    | 23,8   |
| 15,6   | 30-44 ans    | 13,5   |
| 13,8   | 15-29 ans    | 12,5   |
| 14,8   | 0-14 ans     | 12,8   |

| Hommes | Classe d’âge | Femmes |
| ------ | ------------ | ------ |
| 1,1    | 90 ou +      | 2,6    |
| 10,1   | 75-89 ans    | 12,6   |
| 22     | 60-74 ans    | 23,2   |
| 20,1   | 45-59 ans    | 19,7   |
| 16,1   | 30-44 ans    | 15,6   |
| 15,2   | 15-29 ans    | 12,7   |
| 15,4   | 0-14 ans     | 13,6   |

## Culture locale et patrimoine

### Lieux et monuments

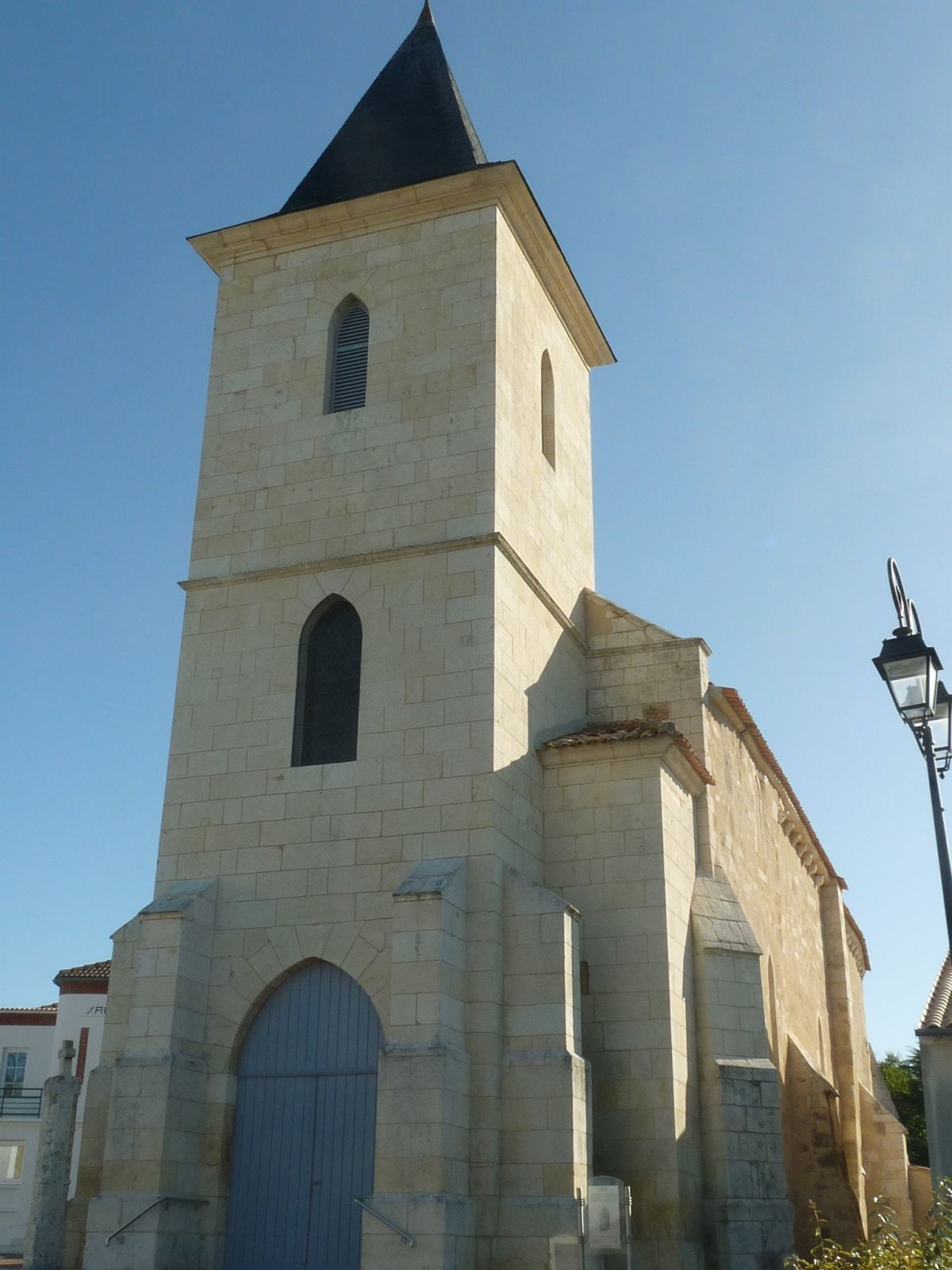
Église Saint-Pierre des clefs. San Petri de Clavardino
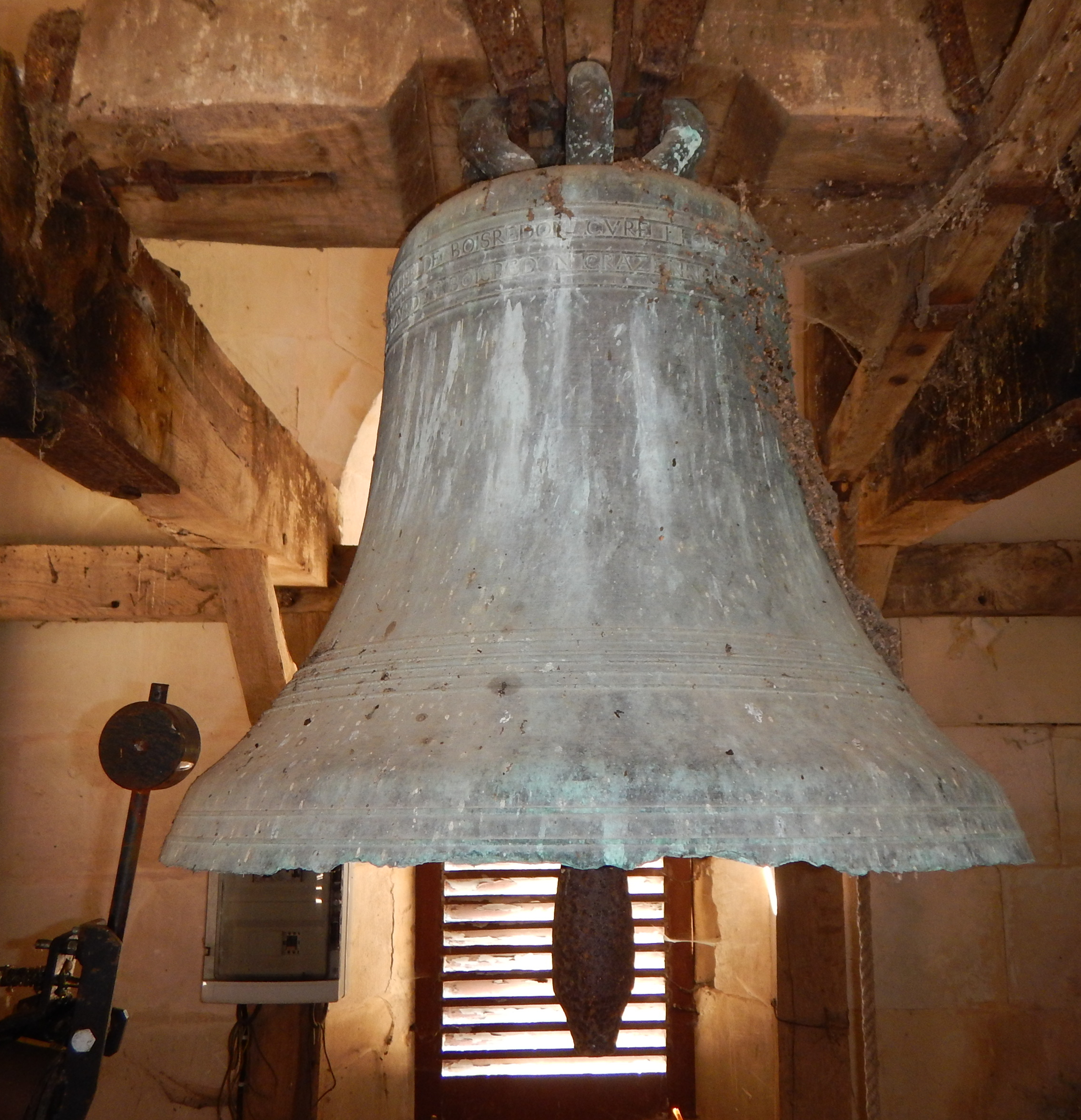
Cloche de l'église de Boisredon classée aux monuments historique
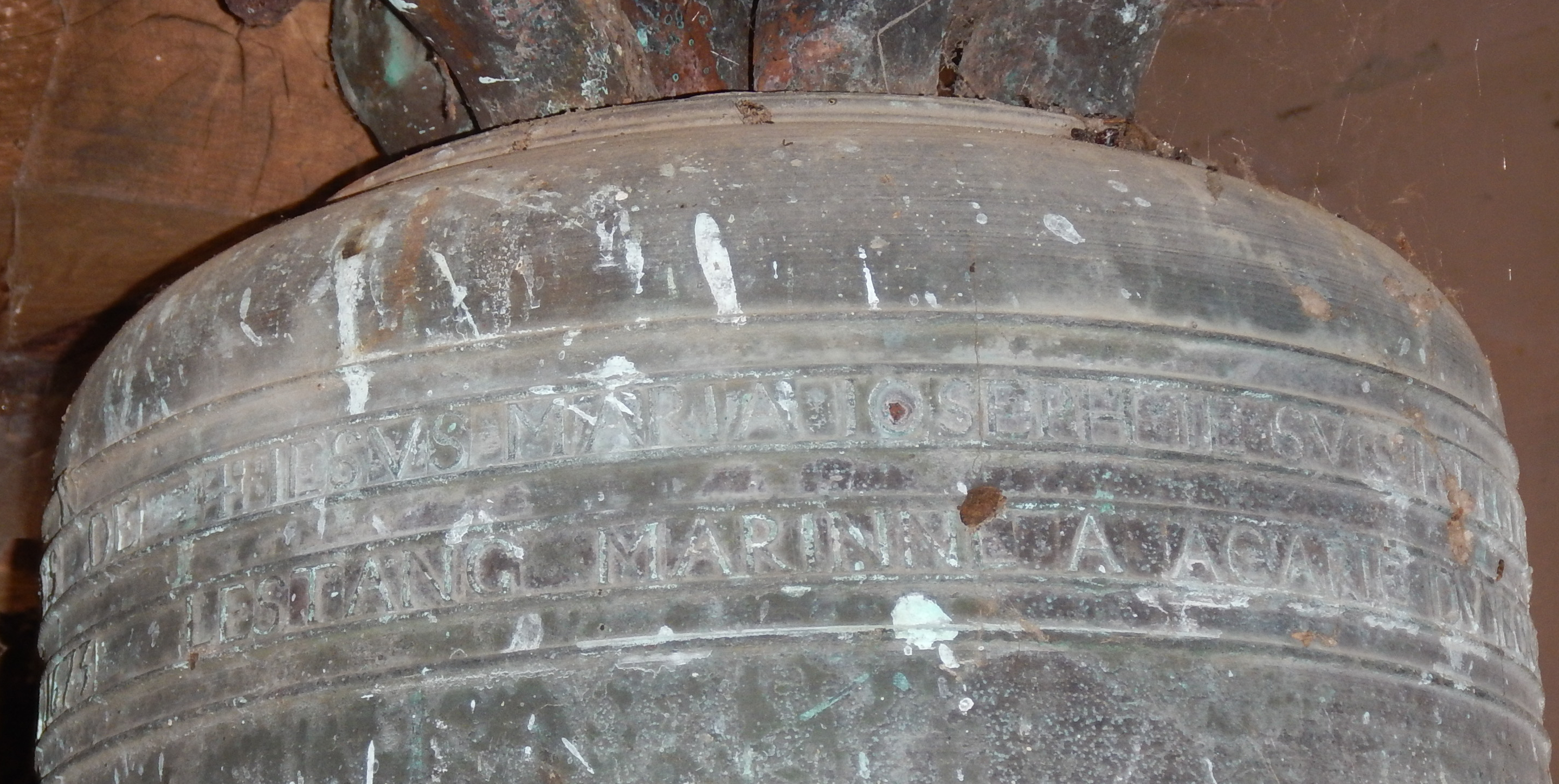
Eglise de Boisredon, texte gravé sur la cloche
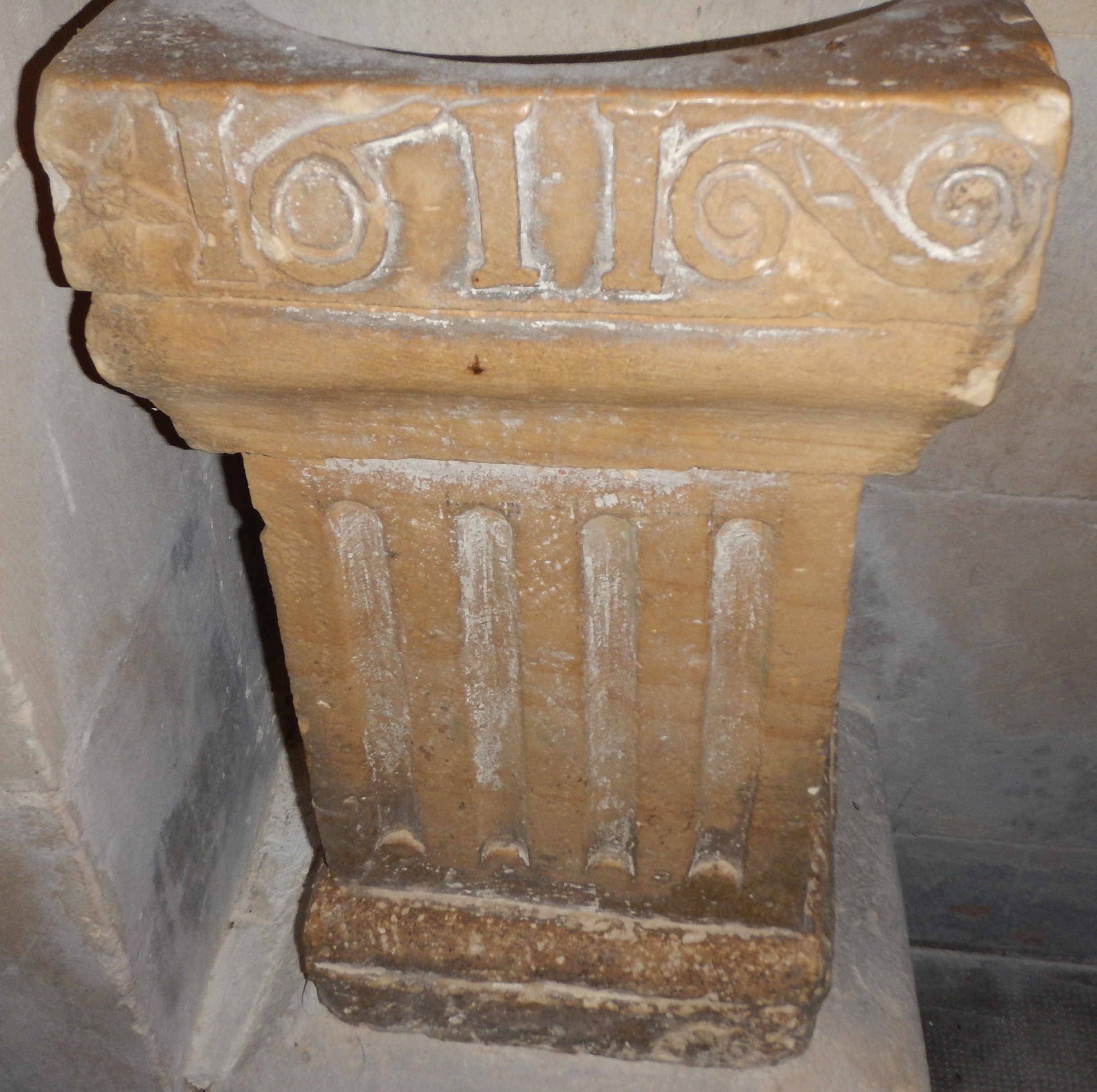
Benitier en pierre taillée du XVIIe siècle
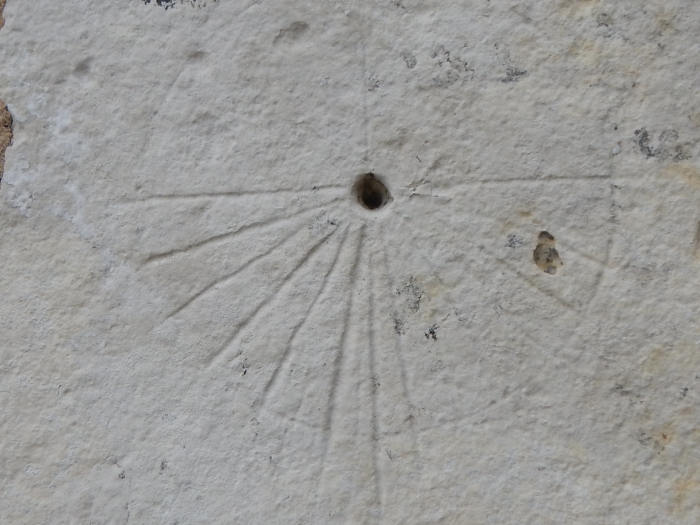
Cadran canonial
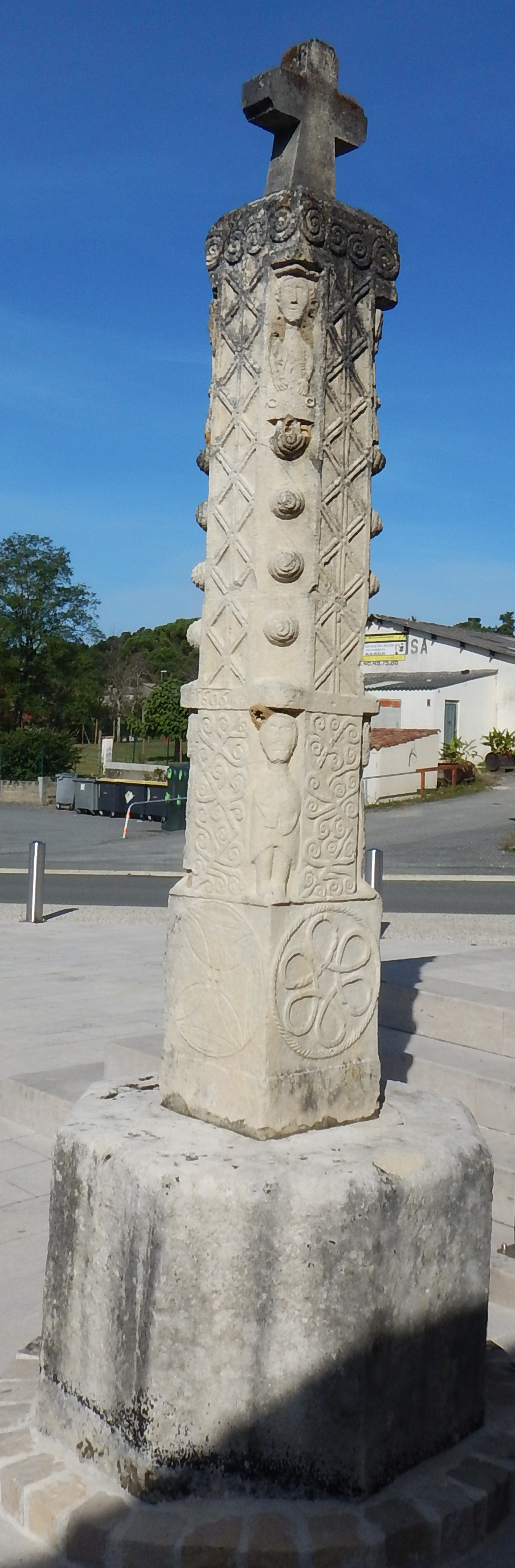
Croix de l'ancien cimetière du XVIIe siècle
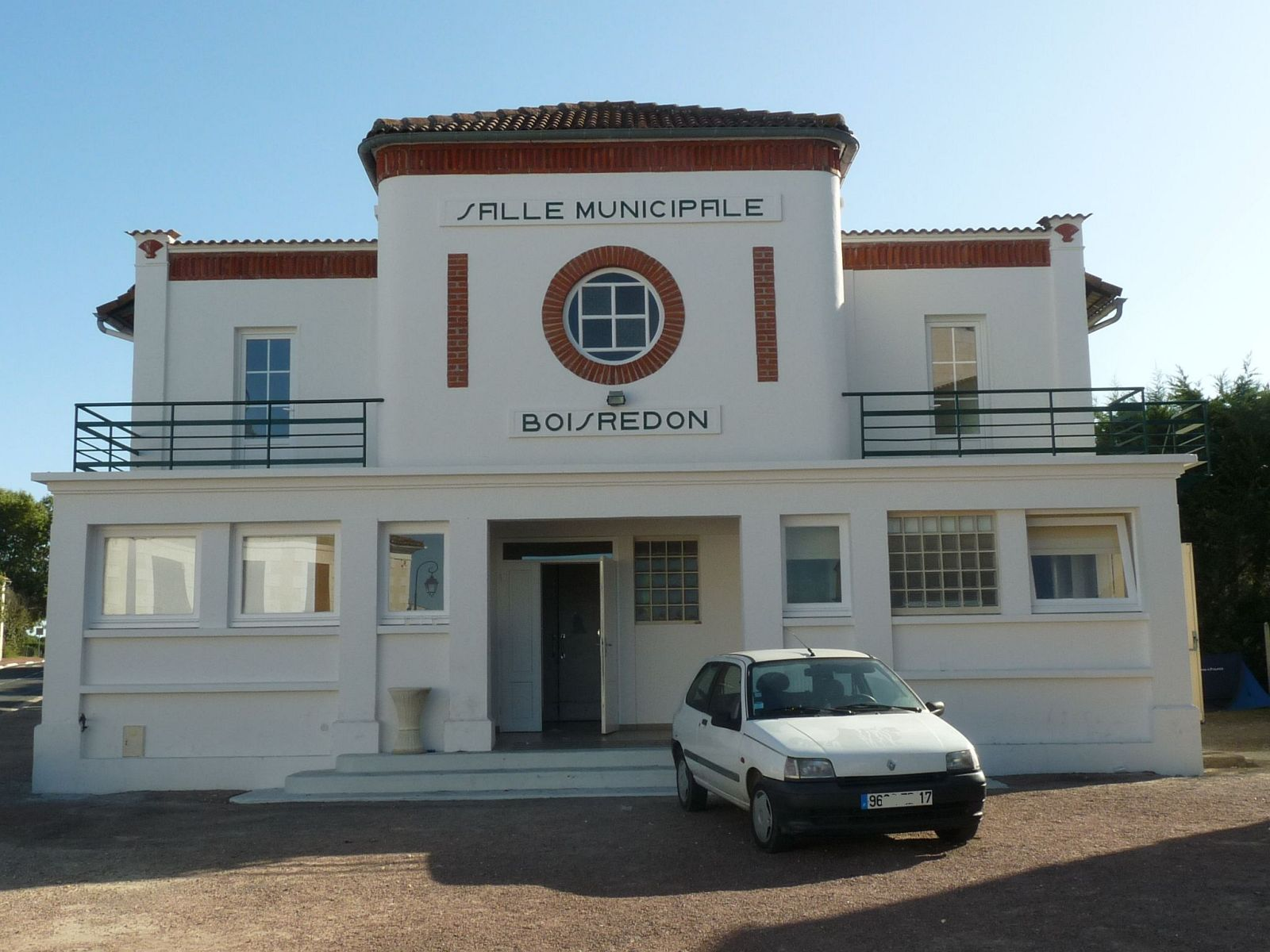
La salle des fêtes.

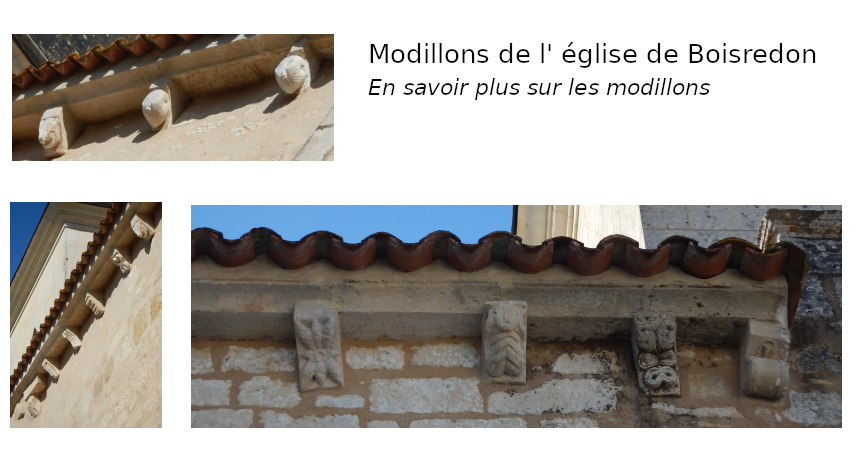
Modillons de l'église.

- L'église Saint-Pierre-des-Clés, XIIe siècle, remaniée au moins deux fois au XVe et XIXe siècles. Le plan du clocher est de 1842 avec une cloche de 1673 classée le 30 septembre 1911. Des modillons sont encore présents sur les deux côtés de l'église.
- Un bénitier en pierre taillée sculptée de 1611 est classé depuis le 18 mars 1991. Sur le premier contrefort un cadran canonial.
- La croix de cimetière, daterait du XIIe siècle, une date de 1606 apparaît, elle  a été déplacée et reposée devant l'église entre deux contreforts. Depuis le 30 novembre 1984, elle fait l'objet d'un classement aux Monuments Historiques au titre des immeubles.
- La salle des fêtes de Boisredon, datant de 1950.
- Le monument aux morts de 1914-1918 et 1939-1945 se situe près de l'église paroissiale.

### Héraldique
| Blason de Boisredon | Blason  | Coupé : au 1er d'argent à trois bandes de gueules, au 2e d'azur au chevron d'or. |
| Blason de Boisredon | Détails | Le statut officiel du blason reste à déterminer.                                 |